# 竹南鎮

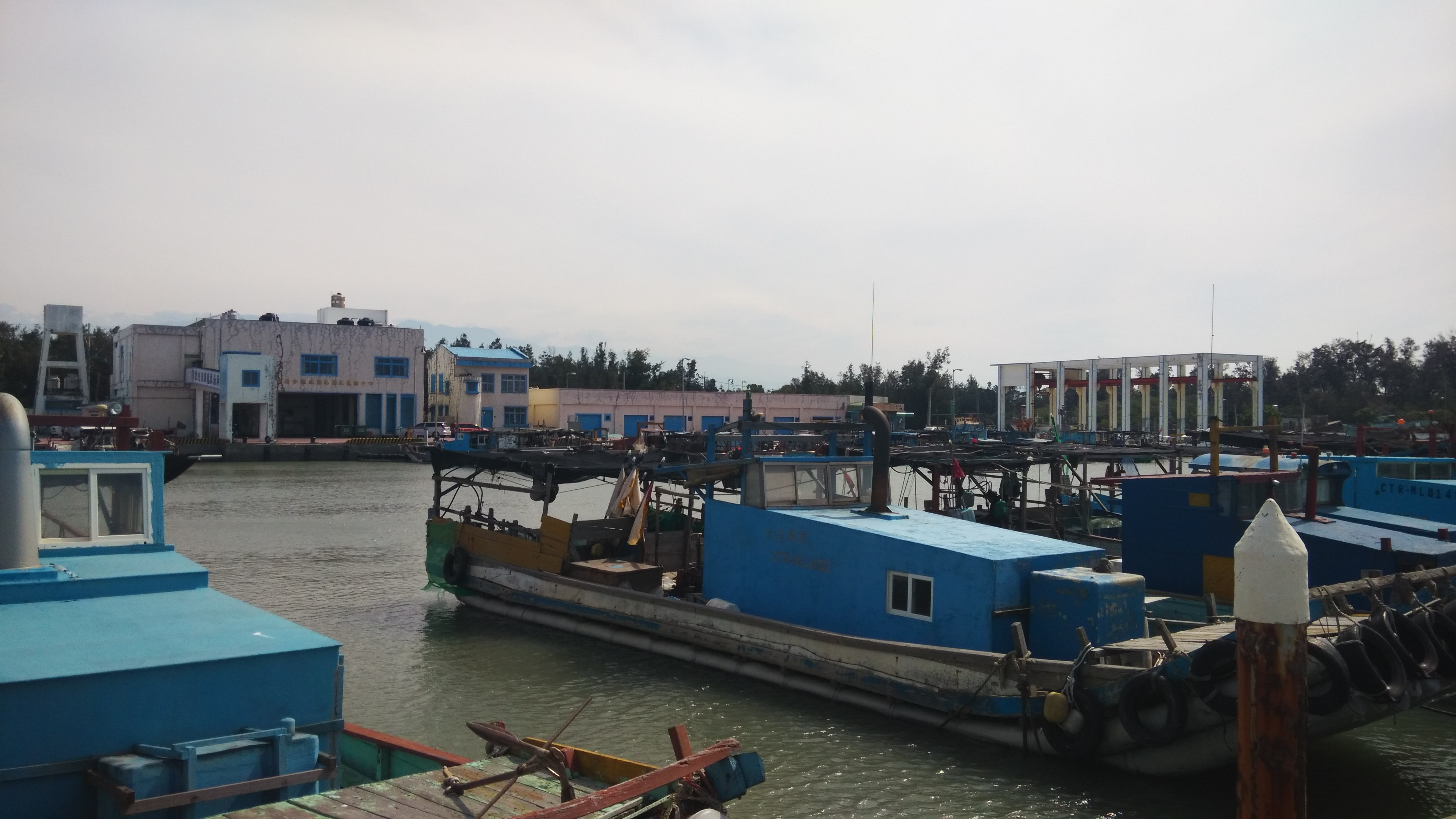
竜鳳漁港

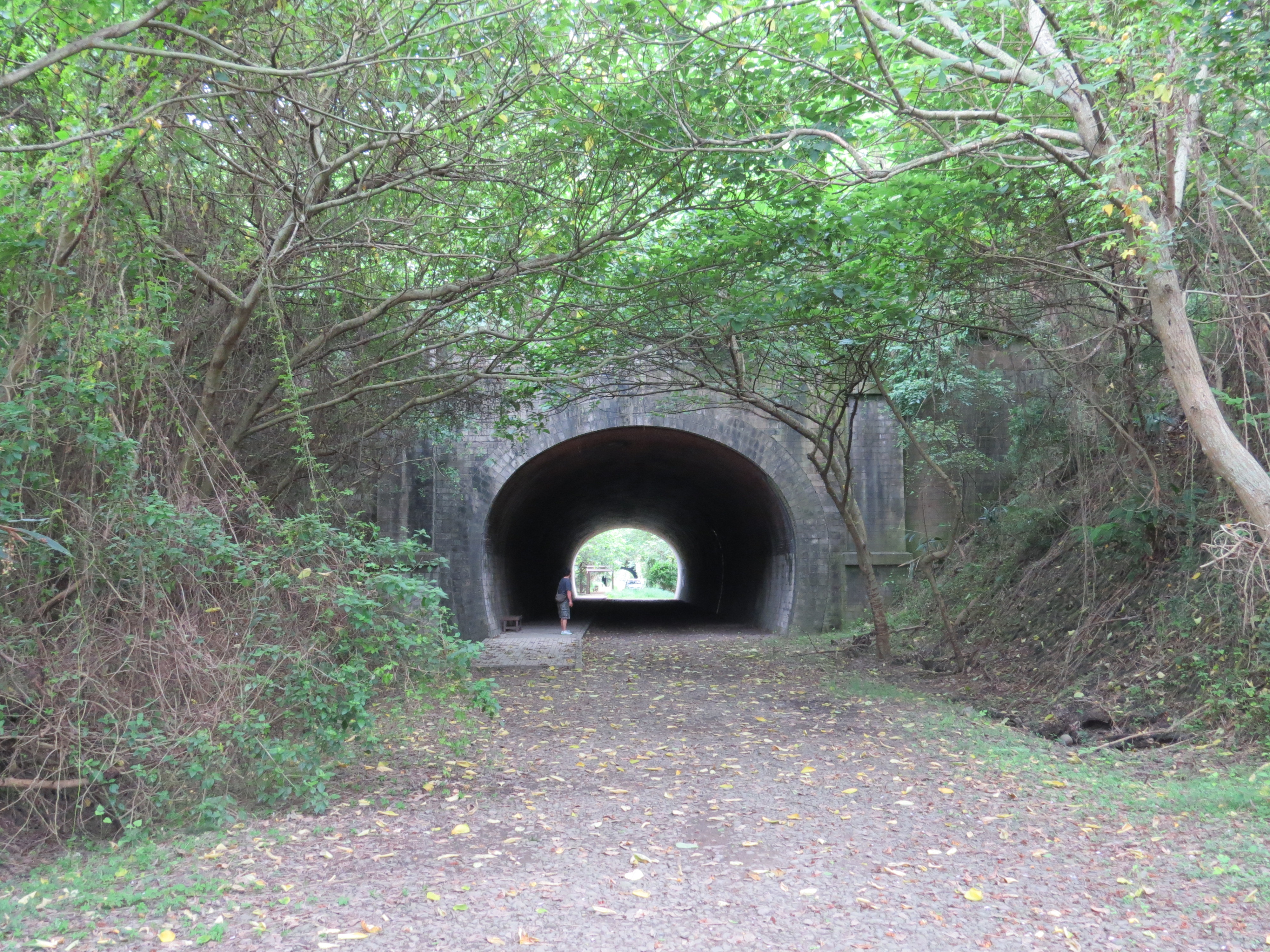
崎頂第一・二号トンネル

竹南鎮（ジューナン/ちくなん-ちん）は、台湾苗栗県の鎮。

## 歴史
竹南鎮では鄭成功時代から既に漢人が平埔族の間に雑居していた。漢人による竹南開拓の記録としては、1711年に佃漳人の張徽揚が海口、公館仔の『公館里』、塩館前の『開元里』を設置したことから始まる。1723年、淡水庁が中港庄を設置した際には、各地の村落が既に原型が成立していたと考えられている。道光年間中期になると竹南は貿易により大いに発展し、中港は台湾北部の重要な拠点となった。しかし咸豊年間になると突然大砂丘が出現し、家屋、田地の大半が埋没してしまった。1786年に中港社が現在の中港里に移転してからは、竹南地区の人口は増加を見るようになり、中港旧街が形成された。早期の竹南はこの中港社を基礎に発展した。漢人が大量に入植すると、原住民と小作契約が結ばれるようになり、周囲の農地が開発された。しかし鉄道が開通すると商業の中心は竹南社区に移り、中港保三角店荘渡渉去るようになった。1920年に旧堡名を取り三角店街から竹南と改称された。

## 行政区
| 里 |
| --- |
| 公義里、頂埔里、大埔里、崎頂里、山佳里、佳興里、龍鳳里、天文里、龍山里、聖福里、竹興里、中港里、中美里、中英里、中華里、開元里、照南里、竹南里、正南里、海口里、港墘里、営盤里、大厝里、新南里、公館里 |

## 歴代鎮長
| 代 | 氏名 | 任期 |
| -- | ---- | ---- |

## 教育

### 高級中学
- 苗栗県立竹南高級中学
- 私立君毅高級中学

### 国民中学
- 苗栗県立竹南国民中学
- 苗栗県立照南国民中学

### 国民小学
- 苗栗県立竹南国民小学
- 苗栗県立照南国民小学
- 苗栗県立新南国民小学

## 交通
| 種別     | 路線名称                           | その他               |
| -------- | ---------------------------------- | -------------------- |
| 鉄道     | 縦貫線 (北段)/台中線/海岸線 (台湾) | 竹南駅               |
| 鉄道     | 縦貫線 (北段)                      | 崎頂駅               |
| 高速道路 | フォルモサ高速公路                 | 香山IC 西濱IC 竹南IC |
| 省道     | 台1線                              |                      |
| 省道     | 台13線                             |                      |
| 省道     | 台61線                             | 西浜快速道路         |

## 観光

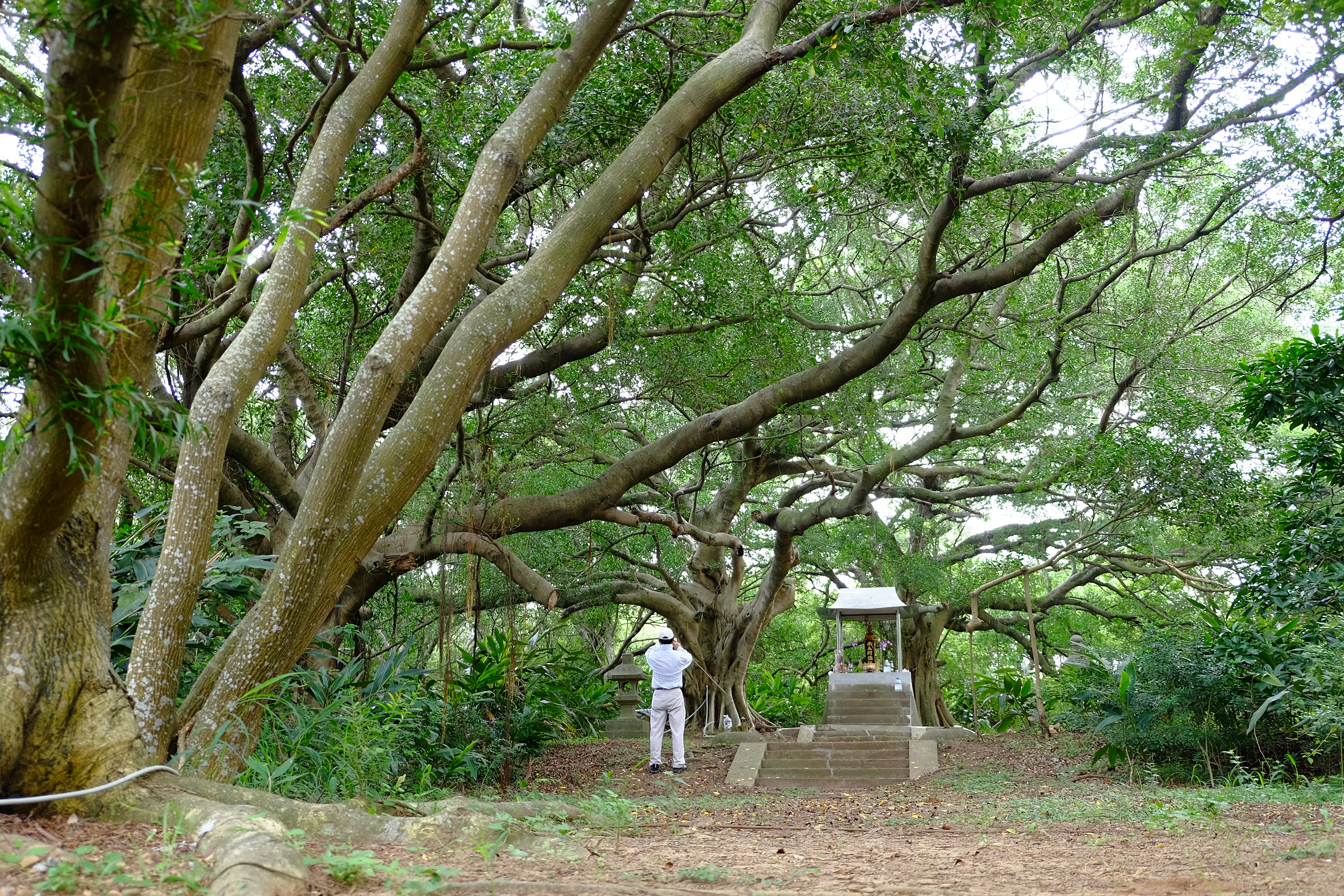
旧崎頂神社遺跡

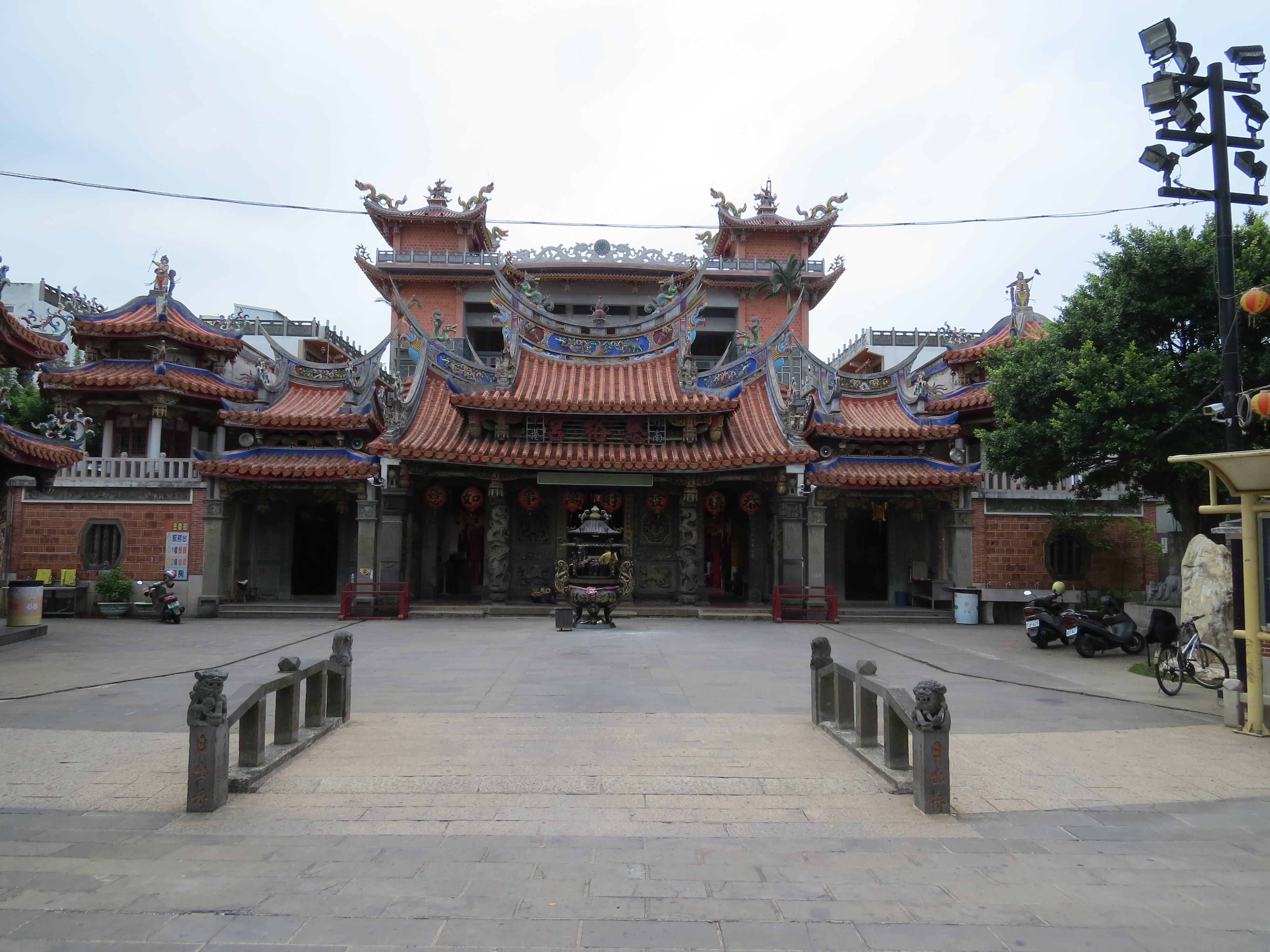
中港慈裕宮

- 中港慈裕宮（中国語版）
- 竹南后厝龍鳳宮（中国語版）
- 竹南運動公園（中国語版）
- 竹南蛇窯（中国語版）
- 竜鳳漁港（中国語版）
- 中港渓（中国語版）堤防
- 中港渓マングローブ群落
- 崎頂（中国語版）
- 竹南五穀宮（中国語版）

## 著名な出身人物
- 李瑞漢
- 黄国元
- 林炎呈
- 林郁翔
- 洪雨迪
- 陳映真